# Gorgoń
Gorgoń – przysiółek wsi Huta Drewniana w Polsce, położony w województwie łódzkim, w powiecie radomszczańskim, w gminie Kobiele Wielkie.
W latach 1975–1998 przysiółek administracyjnie należał do województwa piotrkowskiego.